# 厦门卫视
厦门卫视（英語：Xiamen Star）是厦门广播电视集团旗下的上星電視頻道。

## 简介

2005年10月1日-2015年3月30日使用的台标

2015年3月30日-2024年4月8日使用的台标

厦门卫视以闽南语厦门话节目为主，以娱乐、文化、艺术和新闻资讯为主要内容，目前每天播出节目18小时。2012年10月，厦门卫视宣布将于2013年5月1日于国内部分地区落地，而在2013年3月18日完成对福建全省的覆盖。2013年3月末，为了增强在国内的覆盖，厦门卫视与东南卫视捆绑使用中星6B卫星、开始以普通话广播（因应厦门闽南特色外宣因素以及上级政策需求，2015年开始国内版仅平常晚间时段、节假日全天大多时段是普通话节目），而在亚太5号卫星上的厦门卫视则继续以闽南语廈門話节目为主（而厦门广电集团新闻中心的节目均是普通话播音）。2014年2月11日，厦门卫视高清版在厦门市内测试播出，标清版也开始过渡16:9压缩播出。

## 台标
该频道上星初期，呼号“厦门电视台海峡卫视”，一直到2005年10月1日福建电视台的外宣频道“东南电视台国际频道”更名为“福建海峡卫视”开始，厦门的“海峡卫视”更名为“厦门卫视”至今。
厦门卫视于2015年3月30日18时正式停用原“红门”造型台标，启用“蓝底白鹭”造型新台标：新台标在厦门电视台频道标识基础上进行升级，以“展开双翅的白鹭”为主体形象，结合“厦门”漢語拼音首字母“X”。至此，厦门卫视同厦门电视台本地频道统一使用白鹭台标。
2024年4月8日，厦门卫视随厦门台其它频道一起改用厦门城市logo作为台标。

## 主要栏目
普通話節目：
- 《厦视新闻》（与厦视一套并机）
- 《两岸新新闻》（原《今日报道》、《海峡报道》）
- 《两岸直航》
- 《两岸秘档》（原《两岸秘密档案》）
- 《两岸云客厅》

閩南語節目：
- 《新闻斗阵讲》（原《闽南语新闻》、《新闻讲讲讲》）
- 《闽南通》
- 《斗阵来讲古》
- 《斗阵来看戏》

已停播節目：
- 《娱乐加油赞》
- 《老爸拼吧》
- 《鸡蛋碰石头》
- 《军情全球眼》
- 《纪录时间》

## 争议事件
2017年10月18日，中共十九大开幕，第十八届中共中央总书记习近平作工作报告。中国大陆各地方卫视几乎都对此进行了转播，厦门卫视却在播放电视动画《郑和下西洋》闽南语配音版，引发网民议论。有网民留言称厦门卫视“疯了”、“任性”，并嘲讽厦门卫视是中国的“东京电视台”（同样因发生重大事件时依旧播放无关节目而闻名）；还有人认为可能係因厦门卫视“和台湾关系好”有关，称该频道已经与东森电视签订合同规定两台都不播任何政治内容；也有网友认为，厦门卫视不是省台，可能没有直播的政治任务。其后有消息称，厦门卫视之后遭到广电总局整顿。